# Экспериментальная археология

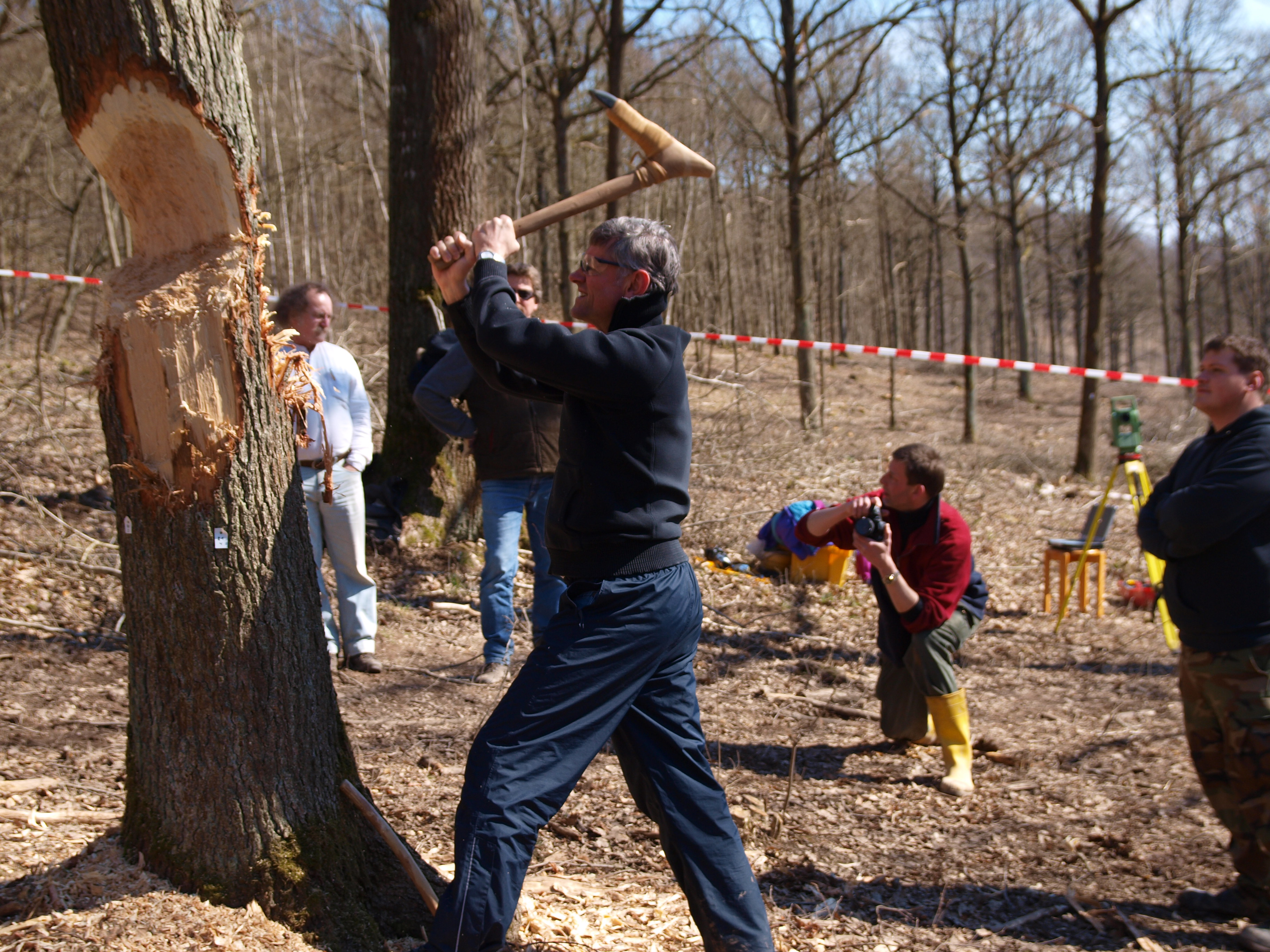
Эксперимент по валке деревьев при помощи тесла, повторяющего тёсла культуры линейно-ленточной керамики (5600-5000 лет до н. э.), найденных во время раскопок. Целью было сравнение следов использования на экспериментальном тесле со следами на найденных тёслах.

Экспериментальная археология — направление археологической науки, посвященное поиску ответов на нераскрытые вопросы археологии с помощью научных экспериментов в контролируемых условиях, ход которых полностью документируется. В ходе эксперимента учёные живут как люди отдалённых эпох, постигая древние ремёсла и восстанавливая забытые технологии, проводя сезонные сельскохозяйственные работы. Помимо технологических вопросов, также проводятся эксперименты с психологическим и социологическим подходами в рамках археологических исследований по экспериментальной археологии.

## Значение, организация экспериментов
На конкретные вопросы классических исследований можно ответить только посредством экспериментов, поэтому экспериментальная археология играет важную роль в оценке значимости и предназначения находок. Благодаря системному подходу экспериментальная археология помогает разрабатывать правдоподобные модели жизни в прошлом, а также появления и модернизации археологических находок. Археологический эксперимент может быть использован археологом для преобразования того, что произошло в прошлом, в умозаключение.
Существуют общие правила, которые можно применить ко всей экспериментальной археологии. Во-первых, используемые в эксперименте материалы должны быть именно такими, которые были доступны и известны в конкретном месте тому сообществу, которое изучают в ходе эксперимента. Во-вторых, методы должны соответствовать технологическим возможностям исследуемого древнего сообщества. Как следствие, современные технологии категорически нельзя использовать в опытах. Результаты опыта должны быть такими, чтобы их можно было воспроизвести, и сам опыт должен состоять из тестов, которые приведут к предложенным заключениям.
Пример: эксперименты с доисторическим плугом должны проводиться с соответственно изготовленным лемехом, с тщательным сохранением текстуры древесины, формы и методов обработки режущих краев и других деталей. Если плуг волочь трактором, то эффективность опытов будет искажена; таким образом, для точности эксперимента потребуется пара подготовленных волов.
Эксперименты становятся постоянными спутниками археологов на пути познания жизни, работы, искусства и мышления людей, которые оставили после себя только немые предметы, незначительные следы своей деятельности и немногочисленные отрывки письменных документов.

## История
Само понятие экспериментальной археологии на самом деле старше, чем современная археология. Все началось с антикваров — предков археологов — которые пытались воспроизвести кельтский бронзовый рог уже в конце XVIII века.
В Средние века существовали фантастические объяснения происхождения каменных, керамических и других находок. Так, согласно одному из них, керамические сосуды появлялись в земле как корнеплоды, другое утверждало, что их делают гномы. Некоторые полагали, что каменные топоры и клинья (рубила) появляются в тех местах, где молния ударила в землю («топоры Перуна»). Немецкий учёный Андреас Альберт Роде (1682—1724) изготовил кремнёвый топор, чтобы доказать, что каменные орудия произведены человеком. Якоб фон Медлен (1659—1743) поручил гончарам исследовать технику обработки поверхности древней керамики из Северной Германии.
К началу XIX века датский учёный Кристиан Юргенсен Томсен (1788—1865) классифицировал древние артефакты. В 1819 году в музее Копенгагена он распределил археологические находки по трем разделам, соответствующим трём эпохам или векам: каменному, бронзовому и железному (система трех веков или периодов). С середины XIX века внимание экспериментаторов сосредоточилось на производстве и применении каменных орудий. В 1874 году археологи на своем съезде в Копенгагене имели возможность увидеть деревянную постройку, срубленную исключительно каменными орудиями.
Противники системы трёх эпох Томсена были окончательно повержены в 70-х годах XIX века. Их утверждения о том, что каменные орудия не могли быть просверлены до изобретения металла, опровергли Отто Тишлер и его коллеги, доказав, что с помощью деревянного сверла и песка, подсыпаемого под него, кремень поддаётся сверлению. С помощью эксперимента опровергнут был и другой тезис, согласно которому гравировка на орудиях из бронзы была выполнена более твёрдыми стальными инструментами. Экспериментаторы её осуществили с помощью камня.

#### XX век и научная археология
После начала XX века экспериментальная археология оставалась в основном заброшенной почти полвека. В событиях, предшествовавших двум мировым войнам и после них, археология была занята другими вопросами (в основном касающимися расы и этнической принадлежности). Но все изменилось в 1960-х и 70-х годах, когда «новая» или «экспериментальная» археология была перерождена.

## Важные примеры в истории науки

### Эскимосы Нунамиуты
Льюис Бинфорд со своими студентами предприняли этноархеологические исследования с тем, чтобы помочь созданию теории средней дистанции. Он решил изучать эскимосов нунамиутов на Аляске, которые в жизни на 80 % зависят от охоты на канадского оленя. Его целью являлось узнать как можно больше обо «всех аспектах заготовок, обработки и стратегии потребления нунамиутами и соотнести эти виды деятельности непосредственно с фаунистическими остатками на их стоянках».
При пристальном изучении не только деятельности нунамиутов в течение года, но и их стратегии разделки и хранения туш Бинфорд смог разработать индексы, которые с исчерпывающей точностью отражали утилитарность различных частей тела оленя. Так же эти индексы использовались для описания техники разделки, распределения частей тела и методов приготовления пищи. Он показал, что у этих людей имеются глубокие знания об анатомии тела оленя с учетом выхода мяса, возможностей хранения и потребительских нужд.

### Батсер Хилл, Англия
Долгосрочный экспериментальный археологический проект проводился в Батсер Хилл в Южной Англии, во время которого Питер Рейнольдс реконструировал круглый общинный дом железного века, датируемый приблизительно 300 годом до н. э. Дом был построен из прутьев лещины и скрепляющей смеси глины, земли, шерсти животных и соломы. Дом являлся частью более обширного экспериментального проекта, в рамках которого исследовались все аспекты жизни в это время. Рейнодольс с коллегами выращивали доисторические злаки, используя технологии железного века, содержали скот, напоминающий доисторические породы, и хранили зерно в подземных хранилищах. В рамках проекта изучали не только, как действовали отдельные аспекты жизнеобеспечения, но и как они сочетались друг с другом. Этот эксперимент дал интересные результаты. Рейнольдс обнаружил, что урожаи зерна были намного большими, чем ожидалось, и храниться под землей оно могло в течение длительного времени. Эксперимент в Батсере дал ценную информацию, которая может быть использована для подсчета доисторических урожаев и плодородности земли.

## Критика
Экспериментальная археология не может дать окончательные и точные ответы. Она всего лишь позволяет понять методы и технику, которые, вероятно, использовались в прошлом. Также она может искажать понимание хронологии событий, поскольку многие виды деятельности (например, в древнем земледелии) не имеют материальных следов в археологии. Одним из самых известных примеров экспериментальной археологии является экспедиция «Кон-Тики» Тура Хейердала, который попытался доказать, что перуанцы на плотах прошли тысячи миль по океану и достигли Полинезии. Он успешно добрался до Полинезии, и его экспедиция показала, что длительные морские путешествия на плотах были возможны, но он не доказал, что перуанцы достигли Полинезии.
Также экспериментальная археология основывается сугубо на субъективном восприятии, и вывод по окончании эксперимента не всегда будет верным. Поскольку после эксперимента остается лишь задокументированный процесс и нет иных существенных доказательств, произвести объективную оценку процесса сложно. Иногда разные наблюдатели противоречат друг другу, так как человеческие чувства и память несовершенны. Из-за этого участник эксперимента в одном месте может увидеть определенные вещи, но упустить из вида другие важные вещи.